# つくば科学フェスティバル
つくば科学フェスティバル（つくばかがくフェスティバル）は、茨城県つくば市で毎年10月から11月頃に開催される科学の祭り。毎年企業や学校が出展している。

## 場所
つくばカピオ、中央公園で毎年開催される。

## 内容
ロボットや空気砲、プラネタリウムなど科学に関係するものがほとんどである。
しかし外には屋台や、子供の遊び道具などもある。